# Avro Canada CF-105 Arrow
Avro Canada CF-105 Arrow je bilo kanadsko dvomotorno nadzvočno prestrezniško letalo. Načrtovalo in zgradilo ga je podjetje Avro Canada. Avro Arrow je bilo eden izmed tehnološko najbolj naprednih lovcev kanadske letalske letalske industrije. Projekt je bil preklican pred vstopom v serijsko proizvodnjo. Na višini 50 000 čevljev (15 000 m) naj bi dosegel hitrost Mach 2+.
Letalo je nastalo kot odgovor na razvoj Sovjetskih stratetških bombnikov velikega dosega, ki bi bili zmožni napasti cilje v Severni Ameriki in Evropi. 
Na Arrowu so uporabili inovativno delta krilo, ki ima pri nadzvočnem letu enake prednosti kot puščičasto krilo. Krilo ima več prostora in večjo površino, kar omogoča večjo količino goriva in orožja. Slabosti so bili večji upor pri majhnih hitrostih, nižjih višinah in manevriranju.

## Tehnične specifikacije (Arrow Mk 1)
Podatki iz The Great Book of Fighters, The Canadian Approach to All-Weather Interceptor Development, Avro Arrow: The Story of the Avro Arrow from its Evolution to its Extinction
Splošne karakteristike
- Posadka: 2
- Dolžina: 77 ft 9 in (23,71 m)
- Razpon kril: 50 ft 0 in (15,24 m)
- Višina: 21  ft 2 in (6,25 m)
- Površina kril: 1225 ft² (113,8 m²)
- Aeroprofil: NACA 0003.5 mod koren, NACA 0003.8 konec krila
- Teža praznega letala: 49040 lb (22245 kg)
- Naložena teža: 56920 lb (25820 kg)
- Maks. vzletna teža: 68605 lb (31120 kg)
- Pogon letala: 2 × Pratt & Whitney J75-P-3 turboreaktivni motorji z dodatnim zgorevanjem
  - Potisk motorjev (suh): 12500 lbf (55,6 kN)  vsak
  - Potisk motorjev z dodatnim zgorevanjem: 23500 lbf (104,53 kN) vsak

 Zmogljivost 
- Maks. hitrost: Mach 1,98 (1307 mph, 2104 km/h) na 50000 ft (15000 m)
- Potovalna hitrost: Mach 0,91 (607 mph, 977 km/h) na 36000 ft (11000 m)
- Bojni radij: 360 NM (410 mi, 660 km)
- Višina leta: 53000 ft (16150 m)
- Obremenitev kril: 46,5 lb/ft² (226,9 kg/m²)
- Razmerje potisk/teža: 0,825 (naložen)

Oborožitev

- Rakete: 1–4× AIR-2 Genie ali
- Izstrelki: do 8× AIM-4 Falcon, Canadair Velvet Glove (preklicano leta 1956) ali 3 AIM-7 Sparrow II 2D active guidance missiles (preklican)

Letalska elektronika

- Hughes MX-1179 fire control system